# Уланский
Уланский — посёлок в Зимовниковском районе Ростовской области, в составе Кировского сельского поселения.

## География
Посёлок расположен по правой стороне балки Сухой Гашун (бассейн реки Большой Гашун), в 3,8 км западнее посёлка Красностепной. Расстояние до районного центра посёлка Зимовники — 80 км.
В поселке имеется одна улица: Степная.

## История
В 1987 году указом ПВС РСФСР поселку четвёртой фермы овцесовхоза № 7 присвоено наименование Уланский.

## Население
Динамика численности населения
| 1989 | 2002 |
| ---- | ---- |
| ≈220 | 112  |

| 2010 |
| ---- |
| 82   |